# Naples (village, New York)
Pour les articles homonymes, voir Naples (homonymie).
Ne doit pas être confondu avec Naples (New York).
Naples est un village du comté d'Ontario, dans l'État de New York, aux États-Unis,. En 2010, il comptait une population de 1 041 habitants.

## Démographie
Lors du recensement de 2010, le village comptait une population de 1 041 habitants. Elle est estimée, en 2019, à 994 habitants.